# Erich Brandenberger
Adolf Robert Erich Brandenberger (Augusta, 15 luglio 1892 – Bonn, 21 giugno 1955) è stato un generale tedesco della seconda guerra mondiale, durante la quale comandò vari reparti sia contro l'Armata Rossa a est che contro gli Alleati a ovest, decorato con la Croce di Cavaliere con Fronde di Quercia.

## Biografia

### Primi anni
Erich Brandenberger nacque nel 1892 ad Augusta e si arruolò nell'esercito imperiale tedesco come alfiere il 1° agosto 1911, nel 6. Königlich Bayerisches Feldartillerie-Regiment „Prinz Ferdinand von Bourbon, Herzog von Kalabrien“. Dopo aver frequentato la scuola di guerra di Monaco, fu promosso tenente il 25 ottobre 1913 all'interno di questo reggimento.

### Prima guerra mondiale
Allo scoppio della prima guerra mondiale, fu inviato con il suo reggimento al fronte, come aiutante di campo personale. Nel giugno 1916, fu trasferito al comando supremo dell'esercito come ufficiale e fu promosso a sottotenente il 17 gennaio 1917, mentre l'11 febbraio 1918 fu nominato comandante di batteria. Nella guerra non solo fu ferito, ma fu insignito di entrambi le Croci di Ferro ed altre decorazioni.

### Periodo interbellico
Dopo la fine della guerra, si arruolò nel Freikorps Denk e nella primavera del 1919, fu arruolato nelReichswehr. Fu poi assegnato al Reichswehr-Artillerie-Regiment 21 e nella primavera del 1920 fu trasferito al ministero della difesa a Berlino. Nella primavera del 1921, fu assegnato al 7. (Bayer.) Artillerie-Regiment ed il 1° ottobre 1921, fu trasferito al 4. (Preuß.) Reiter-Regiment, da dove fu assegnato allo stato maggiore della 3. Division der Reichswehr. Il 30 agosto 1922 fu trasferito allo stato maggiore del 7. (Bayer.) Artillerie-Regiment a Norimberga, dove fu promosso capitano il 1° gennaio 1923 ed il 1° ottobre 1924 fu trasferito nuovamente al ministero della difesa, al dipartimento di addestramento dell'esercito. Il 1° ottobre 1925 fu trasferito alla batteria di addestramento del 7. (Bayer.) Artillerie-Regiment a Erlangen, tornando il 1° ottobre 1926 al dipartimento di addestramento dell'esercito. Il 1° ottobre 1928 fu nominato comandante della 5° batteria del 7. (Bayer.) Artillerie-Regiment a Monaco di Baviera per due anni ed il 1° ottobre 1930 fu trasferito allo stato maggiore del Gruppenkommando 1, mentre il 1° ottobre 1931, fu trasferito allo stato maggiore della 3. Division der Reichswehr, dove fu promosso maggiore il 1° febbraio 1932. Il 1° settembre 1932 fu trasferito all'accademia di guerra, come istruttore e nell'autunno del 1933 fu trasferito nuovamente al ministero della difesa, dove fu promosso tenente colonnello il 1° luglio 1934. Il 1° agosto 1936 fu promosso colonnello nello stato maggiore dell'esercito ed il 6 ottobre 1936 fu nominato comandante del Artillerie-Regiment (motorisiert) 74. All'inizio del 1939 fu nominato capo di stato maggiore del comando delle truppe di confine dell'Eifel.

### Seconda guerra mondiale

#### Fronte orientale
Nel 1939, mentre era capo di Stato Maggiore delle unità di frontiera dell'Eifel, venne spostato, con la stessa qualifica, al XXIII corpo d'armate con lo scoppio del secondo conflitto mondiale. Rimase in questa posizione fino al 20 febbraio 1941, quando divenne comandante della 8. Panzer-Division dislocata al fronte orientale, che dovette lasciare il 16 aprile 1941 perché ferito dal fuoco nemico. Tornò in servizio, sempre nella stessa divisione, il 29 maggio 1941 e per i suoi successi nello sfondamento delle fortificazioni di confine sovietici sul Dvina, il 15 luglio 1941 gli fu conferita la Croce di Cavaliere della Croce di Ferro. L'8 dicembre 1941 abbandonò la divisione, per farvi ritorno il 29 gennaio 1942 e guidarla fuori Leningrado e vicino a Smolensk. Il 1° agosto 1942 fu promosso Generalleutnant ed il 6 agosto 1942 lasciò la divisione. Guidò la divisione per l'ultima volta, dal 27 novembre 1942 al 17 gennaio 1943. Lo stesso giorno, passò al vertice del LIX corpo d'armate fino al 15 marzo. Il 21 novembre venne nominato comandante del XXIX corpo d'armate ed Il 1° agosto 1943 fu promosso General der Artillerie, poi General der Panzertruppen l'8 novembre 1943. Il 12 novembre 1943, gli furono conferite le Foglie di Quercia della Croce di Cavaliere della Croce di Ferro per la sua leadership del corpo nei combattimenti estivi del 1943, dal fiume Mius alla battaglia del Dnepr. Il 18 febbraio 1944, fu menzionato per nome nel rapporto della Wehrmacht: "Nei pesanti combattimenti nella zona di Nikopol, nella Marca Orientale, le divisioni bavarese, renano-vestfalia, sassone, meclemburghese, pomeraniana e prussiana orientale sotto il comando del generale delle truppe di montagna Schörner e dei generali Brandenberger, Mieth e Kreysing, nel periodo dal 5 novembre 1943 al 15 febbraio 1944, impedirono i forti tentativi dei bolscevichi di sfondare, spesso con armi nude, e inflissero loro pesanti perdite". Il 30 giugno 1944 lasciò il comando dell'unità.

#### Fronte occidentale
Tornò quindi al fronte occidentale per comandare, dal 22 agosto 1944, i resti della 7ª armata, duramente provata dai combattimenti successivi lo sbarco in Normandia Alleato e in gran parte distrutta nella sacca di Falaise, guidandola durante la fallimentare offensiva delle Ardenne, lasciandone il comando ad Hans-Gustav Felber il 20 febbraio 1945. Venne catturato dagli Alleati il 5 maggio 1945 mentre era in servizio a capo della 19ª armata dal 26 marzo. Venne rilasciato nel 1948.